# Ocupación japonesa de Birmania

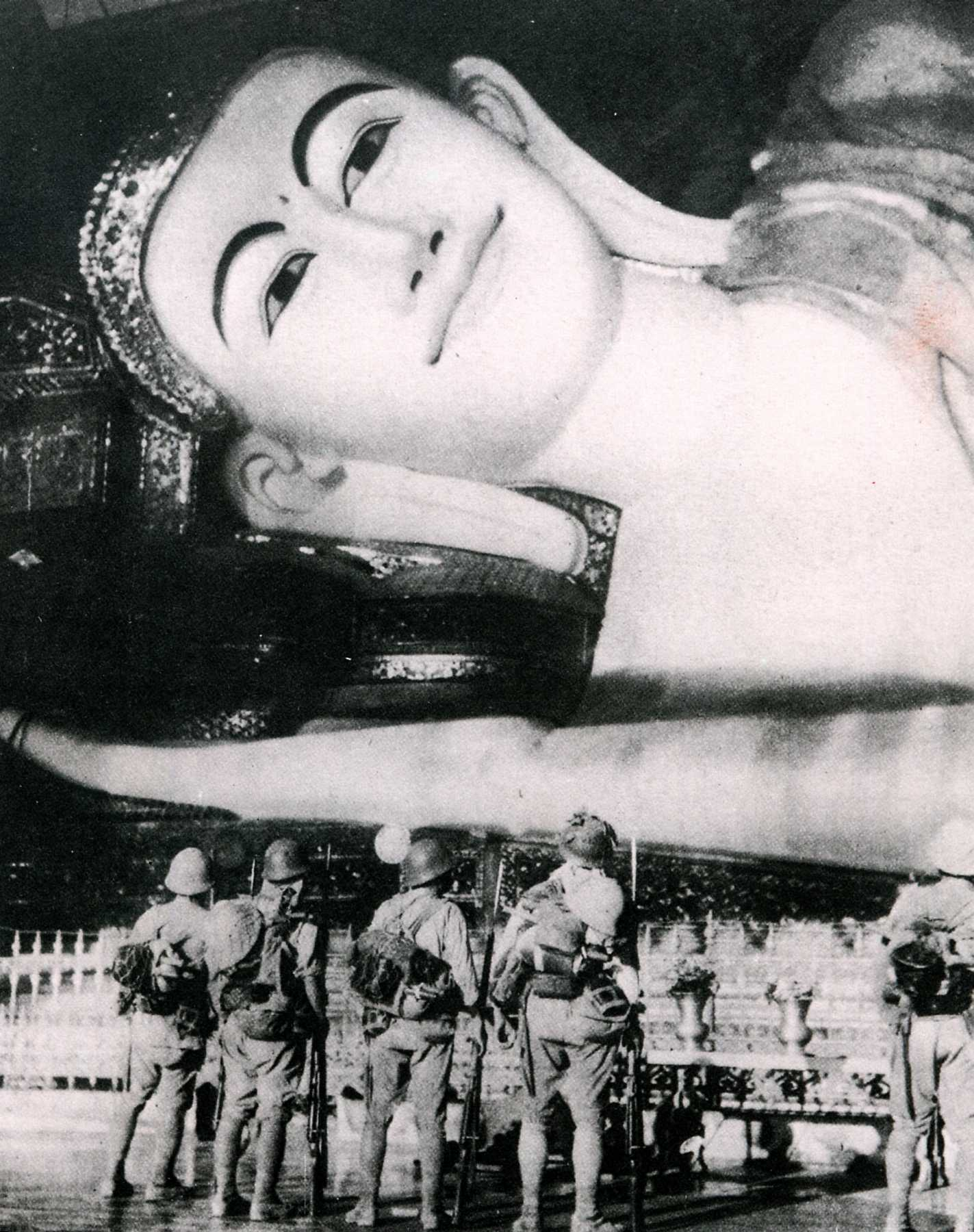
Ejército japonés frente al Buda de Shwethalyaung, en Pegu.

La ocupación japonesa de Birmania fue el periodo entre 1942 y 1945 durante la Segunda Guerra Mundial, cuando Birmania estuvo ocupada por el Imperio de Japón. Los japoneses habían asistido en la formación del Ejército de Independencia de Birmania, y entrenaron a los Treinta Camaradas, quienes fueran los fundadores de las modernas Fuerzas Armadas birmanas (Tatmadaw). Los birmanos esperaban obtener apoyo de los japoneses para expulsar a los británicos, de modo que Birmania pudiera volverse independiente.
En 1942 Japón invadió Birmania y nominalmente declaró a la colonia independiente como el Estado de Birmania el 1 de agosto de 1943, instalando un gobierno títere dirigido por Ba Maw. Aun así, muchos birmanos comenzaron a creer que los japoneses no tenían ninguna intención de darles una independencia real.
Aung San, padre de la futura lideresa de oposición futura y Consejera de Estado Aung San Suu Kyi, y otros dirigentes nacionalistas formaron la Organización Antifascista en agosto de 1944, que le pidió al Reino Unido formar una coalición con los otros países aliados en contra de los japoneses. Hacia abril de 1945, los Aliados habían expulsado a los japoneses. Posteriormente, comenzaron las negociaciones entre birmanos y británicos para la independencia de Birmania. Bajo la ocupación japonesa, murieron entre 170.000 a 250.000 civiles.

## Antecedentes
Algunos nacionalistas birmanos vieron el estallido de Segunda Guerra Mundial como una oportunidad para extorsionar concesiones de los británicos a cambio de apoyo en la guerra. Otros birmanos, como movimiento Thakin, se oponía a la participación de Birmania en la guerra bajo cualesquier circunstancias.  Aung San junto a otros thakins fundaron el Partido Comunista de Birmania (PCB) en agosto de 1939. Aung San también cofundó el Partido Revolucionario Popular (PRP), renombrado como Partido Socialista tras la Segunda Guerra Mundial. También fue instrumental en fundar el Bloque de la Libertad forjando una alianza con  Dobama Asiayone, ABSU, monjes políticamente activos y el Partido de los Pobres de Ba Maw.
Después de que Dobama Asiayone llamó públicamente por una revuelta nacional, fue emitida una orden de arresto para muchos de los dirigentes de la organización incluyendo Aung San, quién huyó a China.  La intención de Aung San era hacer contacto con los comunistas chinos pero fue detectado por las autoridades japonesas quienes le ofrecieron apoyo por formar una unidad de inteligencia secreta llamada F Kikan, al mando del coronel Suzuki con el objetivo de cerrar la Carretera de Birmania y apoyar una revuelta nacional.
Aung San brevemente regresó a Birmania para enlistar a veintinueve hombres jóvenes quienes fueron con él a Japón para recibir formación militar en Hainan, China, y quienes fueran conocidos como los "Treinta Camaradas". Cuando los japoneses ocuparon Bangkok en diciembre de 1941, Aung San anunció la formación del Ejército de Independencia de Birmania (EIB) en anticipación de la invasión japonesa de Birmania en 1942.
Para el liderazgo militar de Japón, la conquista de Birmania era un objetivo estratégico vital frente a las hostilidades con Gran Bretaña y los Estados Unidos.  La ocupación de Birmania interrumpiría un enlace de suministro crítico a China. Asimismo, los japoneses sabían que el caucho era uno de los pocos recursos militarmente vitales en que los Estados Unidos no eran autosuficientes. Fue considerado crítico que se les negara a los Aliados el acceso a suministros de caucho del sudeste asiático si alguna vez no acataban los acuerdos de paz favorables a Japón.

## Ocupación japonesa
El EIB formó un gobierno provisional en algunas áreas del país durante la primavera de 1942, pero había diferencias dentro del liderazgo japonés sobre el futuro de Birmania. Mientras el coronel Suzuki animó a los Treinta Camaradas para formar un gobierno provisional, el liderazgo militar japonés  nunca aceptó formalmente tal plan. Finalmente, el ejército japonés convenció a Ba Maw para formar un gobierno.
 

Durante la guerra en 1942, el EIB había crecido de una manera incontrolada, y en muchos distritos tanto oficiales como delincuentes se enrolaron en el EIB. Posteriormente fue reorganizado como el Ejército de Defensa de Birmania (EDB) bajo el alero japonés pero todavía al mando de Aung San. Mientras el EIB había sido una fuerza irregular, el EDB tenía reclutamiento regular y era entrenado como un ejército convencional por parte de instructores japoneses. 

La bandera que el Estado de Birmania utilizó entre 1943 y 1945.

Ba Maw fue declarado luego jefe de Estado, y su gabinete incluido tanto a Aung San como Ministro de Guerra como al dirigente comunista Than Tun como Ministro de Tierra y Agricultura, así como los dirigentes socialistas thakins Nu y Mya. Cuando los japoneses declararon, en teoría, a Birmania como independiente en 1943, el EDB fue rebautizado el Ejército Nacional de Birmania (ENB).
Pronto fue aparente que las promesas japonesas de independencia eran meramente una impostura y que Ba Maw había sido engañado. Mientras la guerra se tornaba en contra de los japoneses, declararon a Birmania un estado plenamente soberano el 1 de agosto de 1943, pero esto era solamente otra fachada. Desilusionado, Aung San comenzó negociaciones con los dirigentes comunistas Thakin Than Tun y Thakin Soe, y los socialistas Ba Swe y Kyaw Nyein quienes lideraron la formación de la Organización Antifascista (OAF) en agosto de 1944 en una reunión secreta del PCB, el PRP y el ENB en Pegu. El AFO fue más tarde rebautizado como la Liga de la Libertad Popular Antifascista (LLPAF), y rotundamente se opuso al fascismo japonés, proponiendo una sociedad más justa y más igual.

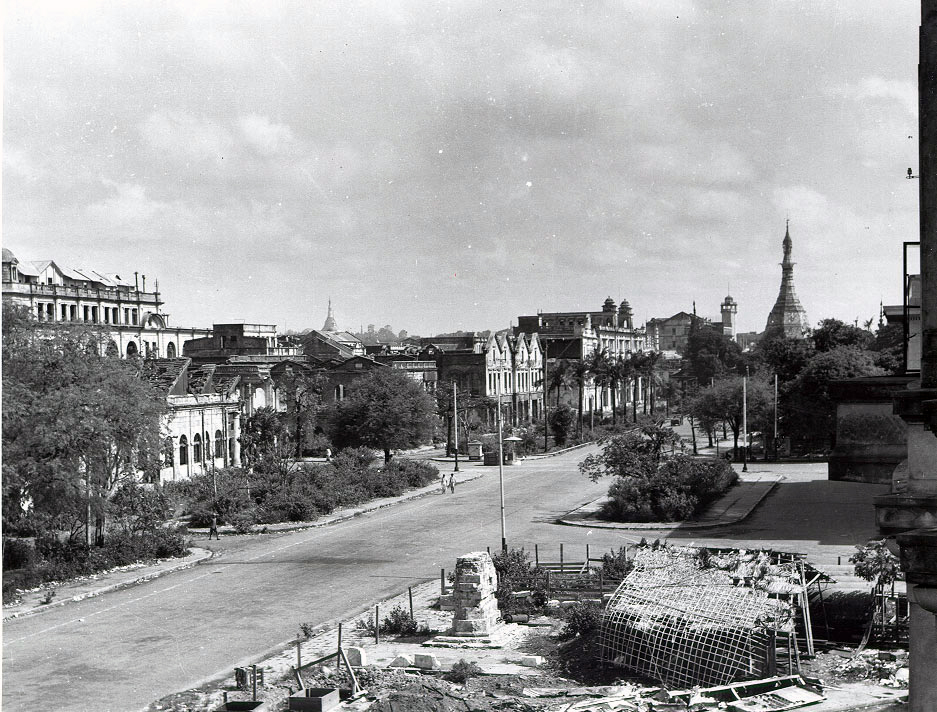
Destrucción en Rangún en el periodo posterior a la Segunda Guerra Mundial.

Los thakins Than Tun y Soe, mientras estaban en la prisión de Insein en julio de 1941, coescribieron el Manifiesto de Insein, el cual, contra la opinión prevalente en el movimiento Dobama, identificaba al fascismo mundial como el enemigo principal en la guerra venidera y llamaba por una cooperación provisional con los británicos en una amplia coalición aliada que incluyera a la Unión Soviética. Soe ya había organizado soterradamente la resistencia contra la ocupación japonesa, y Than Tun fue capaz de pasar la inteligencia japonesa a Soe, mientras que los otros dirigentes comunistas thakins Thein Pe y Lata Shwe hicieron contacto con el gobierno colonial exiliado en Simla, India.

### Masacre durante la ocupación
Soldados japoneses del Tercer Batallón, del 215.º Regimiento y el OC Moulmein Kempeitai del Ejército Imperial Japonés entraron a la aldea de Kalagong el 7 de julio de 1945 e interrogaron a todos los habitantes. Estos soldados eran entonces ordenados por Mayor general Seiei Yamamoto, jefe del 33.º Ejército, y masacraron a un estimado de 600 aldeanos birmanos.

## Fin de la ocupación

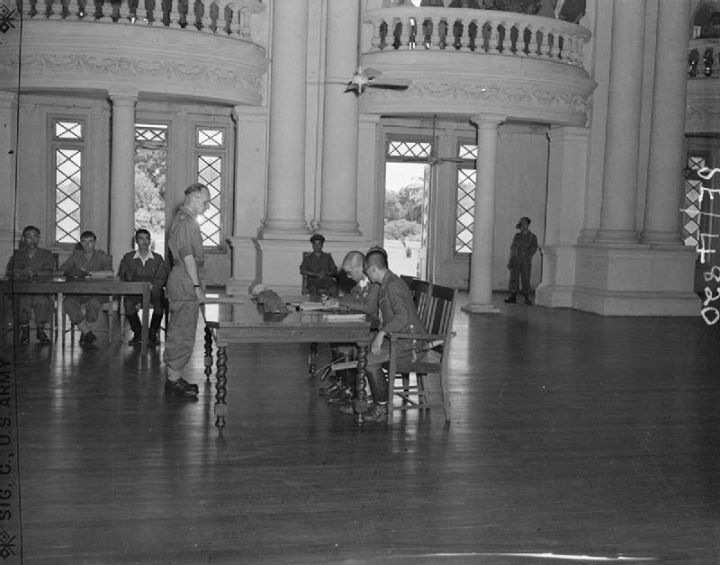
General Ichida Jiro formalmente se rinde ante el Brigadier E.P.E. Armstrong en la Casa de Gobierno de Rangún.

Había contactos informales entre la OAF y los Aliados en 1944 y 1945 a través de la Fuerza Británica 136. El 27 de marzo de 1945, el Ejército Nacional de Birmania se sublevó en una rebelión a nivel nacional contra los japoneses. El 27 de marzo había sido celebrada como el "Día de la Resistencia" hasta que el ejército lo rebautizó como "Día del Tatmadaw (las Fuerzas Armadas)". Aung San y otros posteriormente empezaron negociaciones con Lord Luis Mountbatten y oficialmente se unieron a los Aliados como las Fuerzas Birmanas Patrióticas (FBP). En la primera reunión, el OAF se representó ante los británicos como el gobierno provisional de Birmania con Thakin Soe como Presidente y Aung San como miembro de su comité gobernante.
Los japoneses fueron expulsados de la mayor parte de Birmania hacia mayo de 1945. Las negociaciones entonces empezaron con el británicos sobre el desarme del OAF y la participación de sus tropas en un Ejército de Birmania de posguerra. Algunos veteranos habían sido formados como una fuerza paramilitar bajo las órdenes de Aung San, llamada Pyithu yèbaw tat o la Organización Popular de Voluntarios (OPV), y abiertamente usaban uniforme. La absorción de las FBP fue concluida exitosamente en la conferencia de Kandy en Ceilán en septiembre de 1945.